# 竜田駅

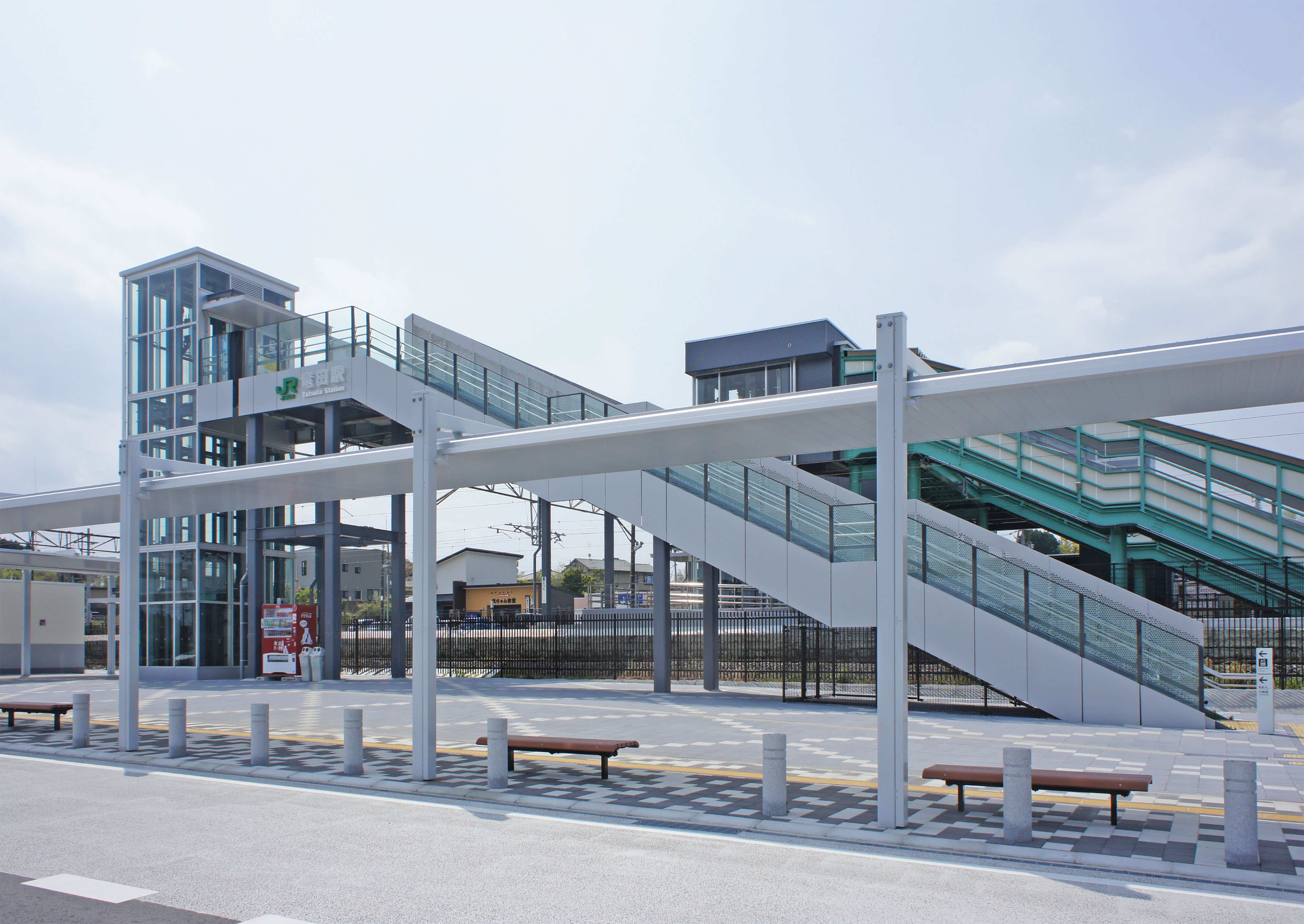
東口（2022年4月）

竜田駅（たつたえき）は、福島県双葉郡楢葉町大字井出字木屋（きや）にある、東日本旅客鉄道（JR東日本）常磐線の駅である。

## 歴史
- 1909年（明治42年）
  - 3月25日：鉄道院の貨物駅として開業[3]。
  - 4月25日：旅客営業を開始[3]。
  - 10月12日：線路名称の制定により、常磐線の所属となる。
- 1949年（昭和24年）6月1日：日本国有鉄道が発足。
- 1962年（昭和37年）3月1日：貨物の取り扱いを廃止[3]。
- 1984年（昭和59年）2月1日：荷物の扱いを廃止[3]。
- 1985年（昭和60年）3月14日：駅員無配置駅となる[4]。
- 1987年（昭和62年）4月1日：国鉄分割民営化に伴い、JR東日本の駅となる[3]。
- 2011年（平成23年）3月11日：東日本大震災および福島第一原子力発電所事故により営業休止。
- 2014年（平成26年）6月1日：広野駅 - 当駅間運行再開により、営業を再開[5][報道 1]。この時点では当駅を含む楢葉町全域が福島第一原子力発電所事故による避難指示解除準備区域に指定されており、避難区域内の鉄道路線としては初の再開[新聞 1]。JR水戸鉄道サービスが駅業務を受託する業務委託駅となる。
- 2015年（平成27年）
  - 1月31日：当駅 - 原ノ町駅間にてバスによる代行輸送を開始[報道 2]。
  - 7月1日：駅業務受託がJR東日本ステーションサービスへ移管。
- 2017年（平成29年）10月21日：当駅 - 富岡駅間の運転を再開[報道 3][報道 4]。代行バスの当駅乗り入れ終了。
- 2019年（令和元年）5月14日：橋上駅舎化に着工[新聞 2]。
- 2020年（令和2年）
  - 3月14日：東京近郊区間に編入される[報道 5]。ICカード「Suica」の利用が可能となる[報道 5]。
  - 11月30日：東西自由通路の供用を開始[報道 6][新聞 3]。
  - 12月1日：橋上駅舎の供用を開始[報道 6][新聞 3]。
- 2024年（令和6年）10月1日：えきねっとQチケのサービスを開始[1][報道 7]。

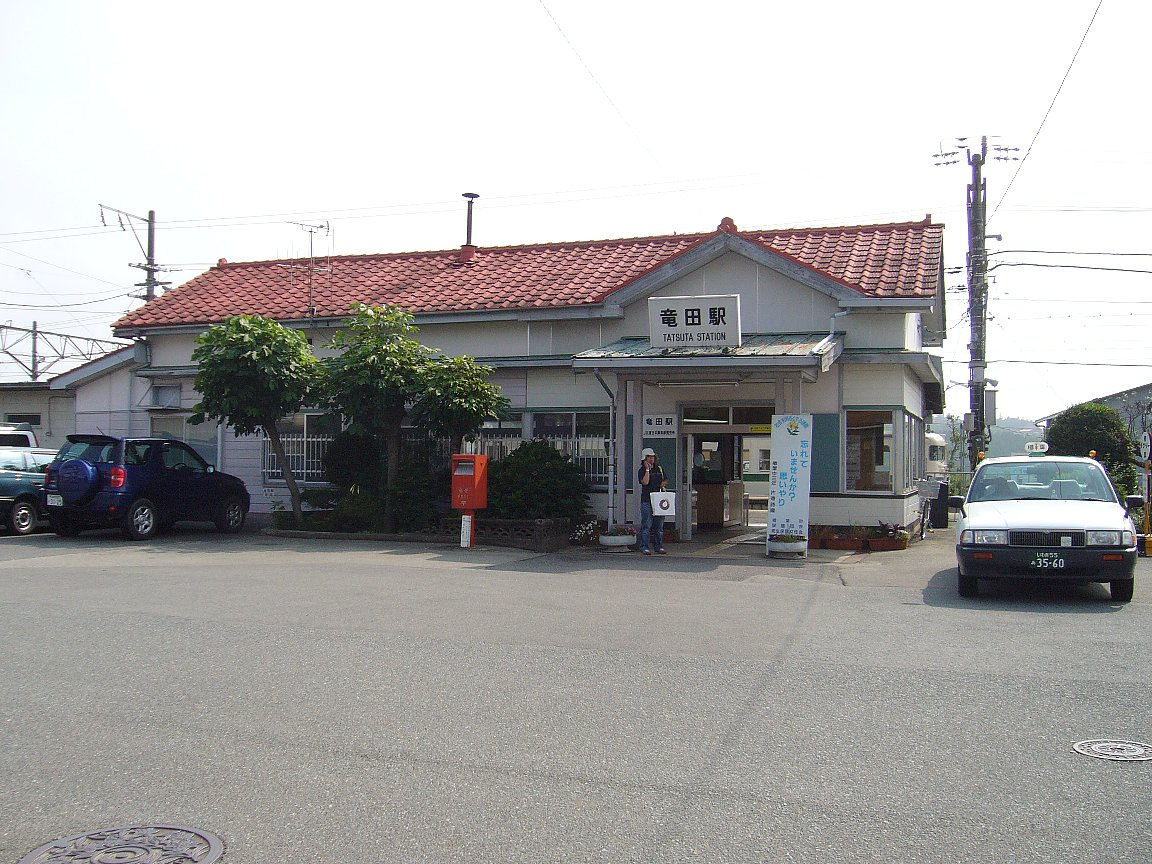
旧駅舎（2006年8月）
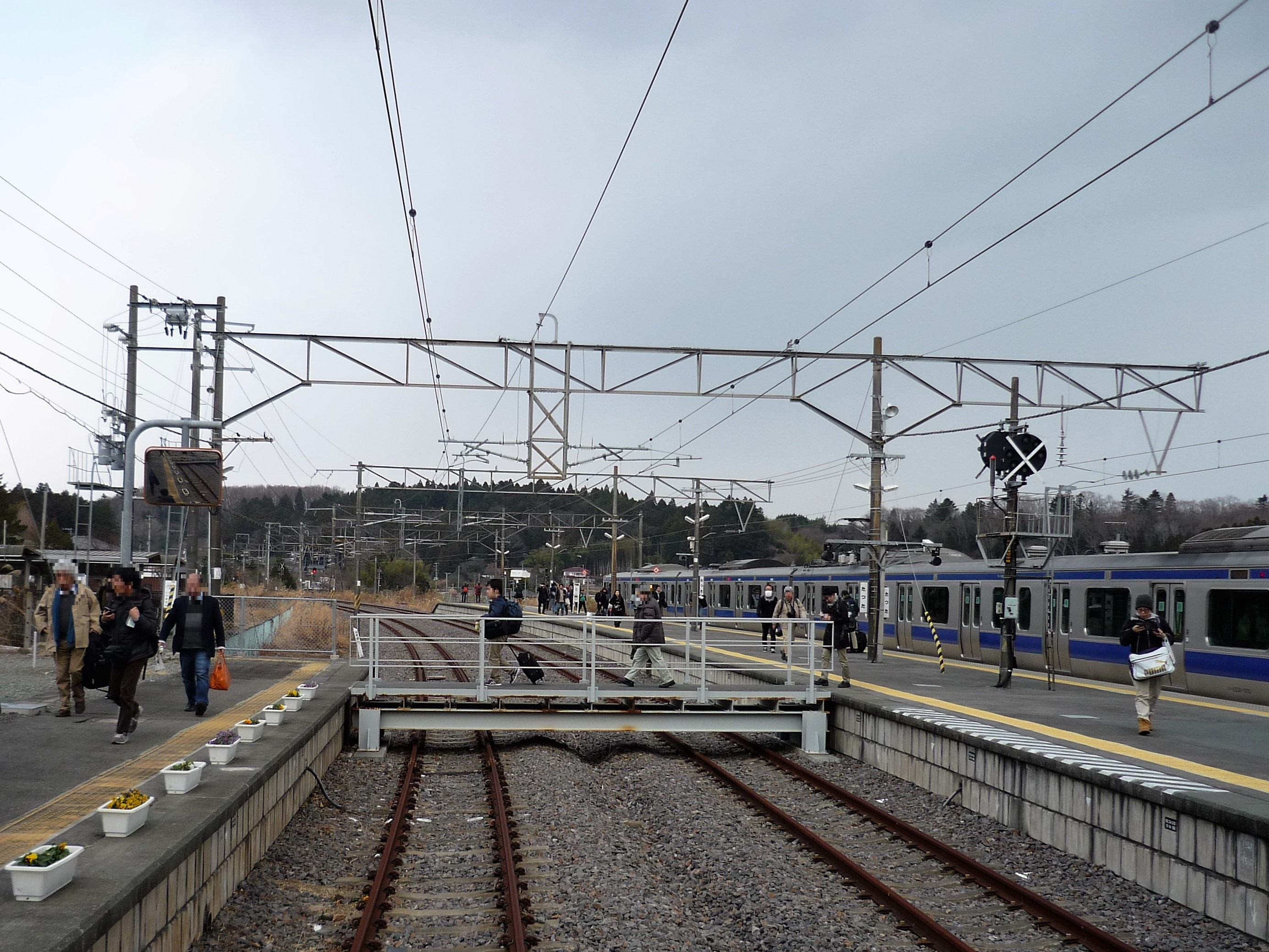
1番線ホームと2・3番線ホームを連絡する仮設足場。現在は撤去済み。（2017年1月）

## 駅構造
単式ホーム・島式ホーム混合の計2面3線のホームを持つ地上駅である。ホームと駅舎との間は跨線橋で連絡している。
東日本大震災発生前までは富岡駅管理の簡易委託駅だったが、震災後の営業再開後はいわき駅管理の業務委託駅となり、現在は再び簡易委託駅（楢葉町が受託）となっている。また、窓口では乗車券と定期券のみ取り扱う。
2020年（令和2年）12月に鉄骨2階建ての橋上駅舎となり、併せて東西自由通路も整備されている。窓口、乗車駅証明書発行機、簡易Suica改札機のほか、エレベーターが設置されている。

### のりば
| 番線 | 路線    | 方向 | 行先             |                  |
| ---- | ------- | ---- | ---------------- | ---------------- |
| 1    | ■常磐線 | 下り | 原ノ町・仙台方面 |                  |
| 2    | ■常磐線 | 上り | （通過列車のみ） | （通過列車のみ） |
| 3    | ■常磐線 | 上り | いわき・水戸方面 |                  |

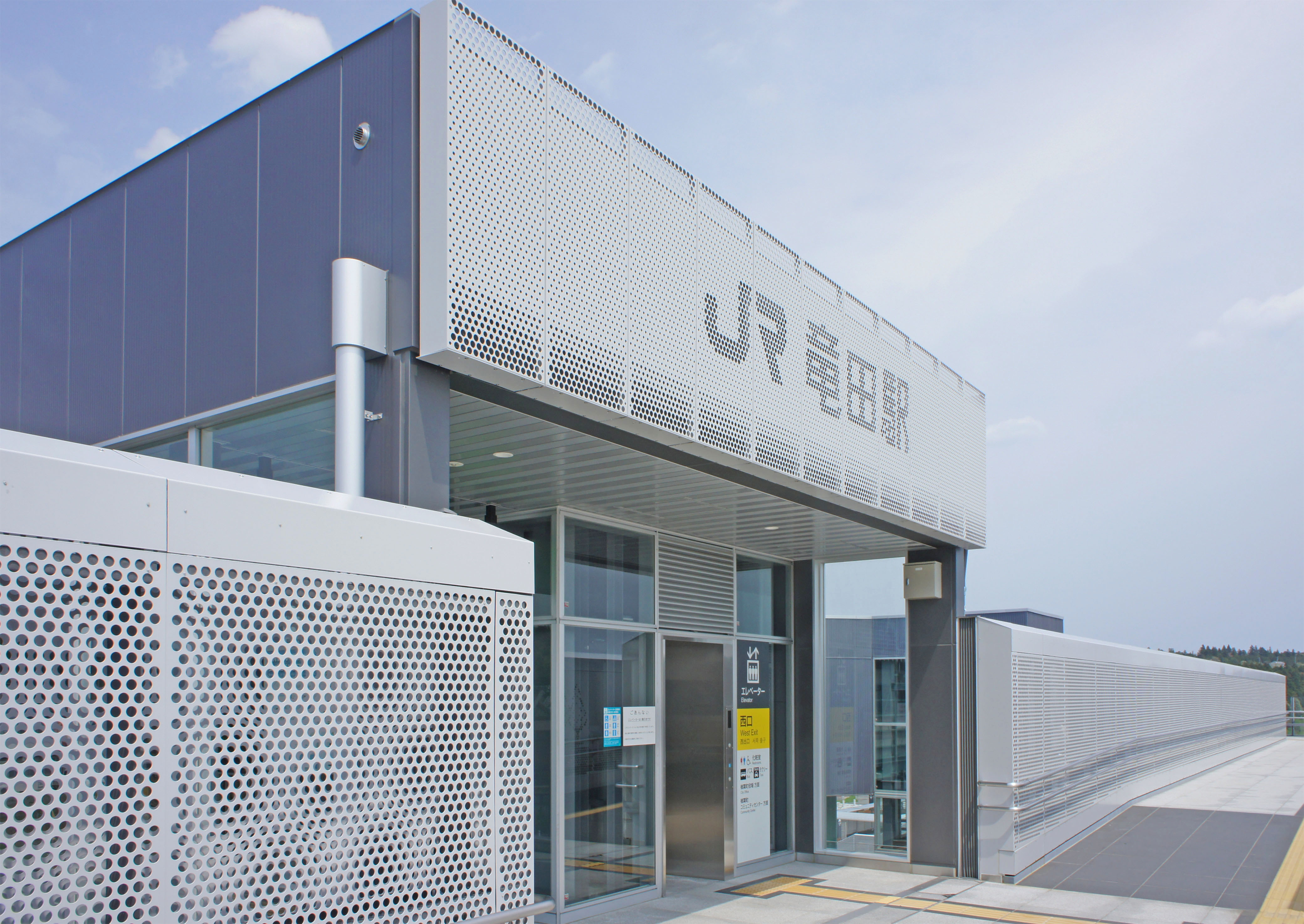
東西自由通路（2022年4月）
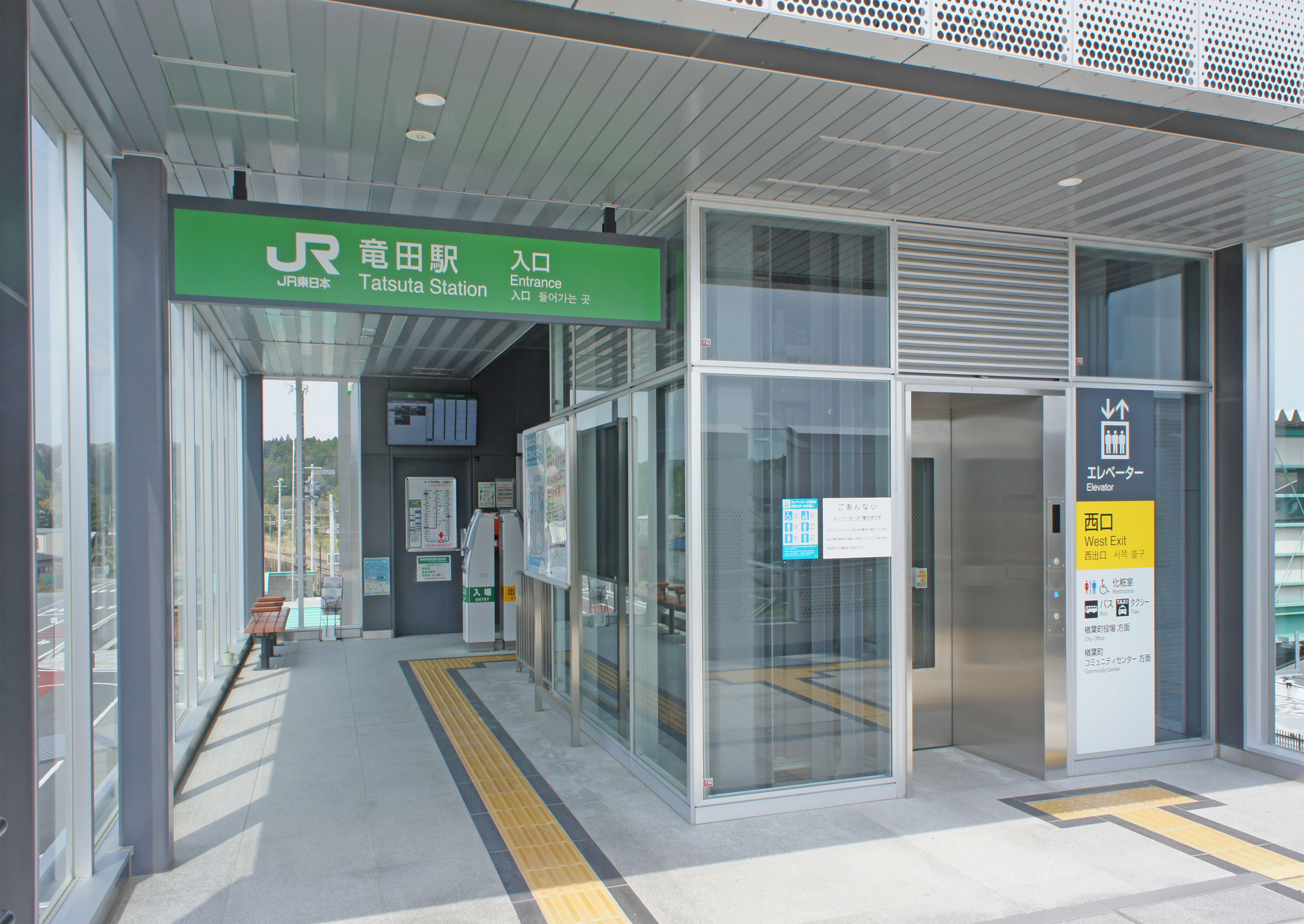
駅出入口（2022年4月）
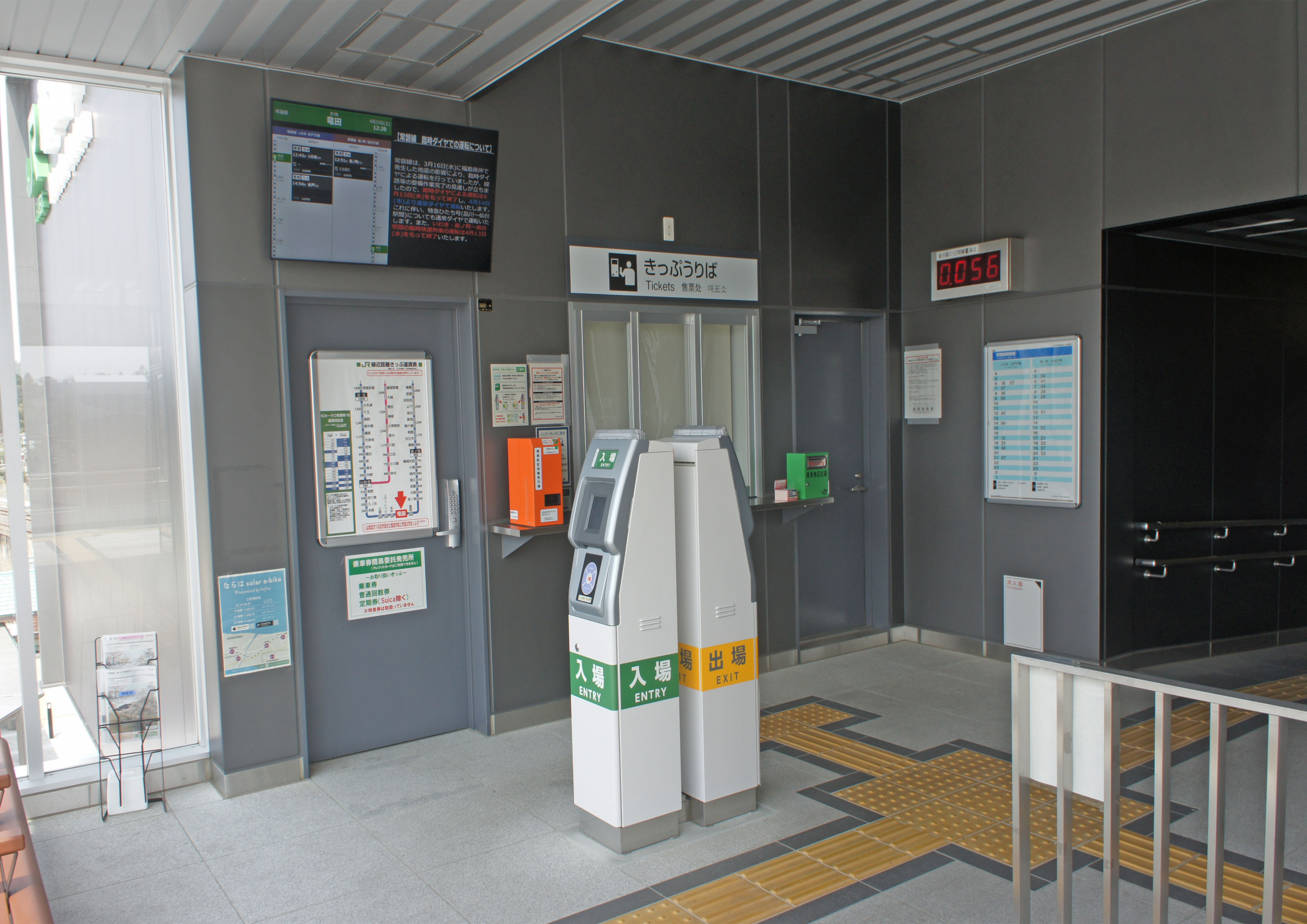
改札口（2022年4月）
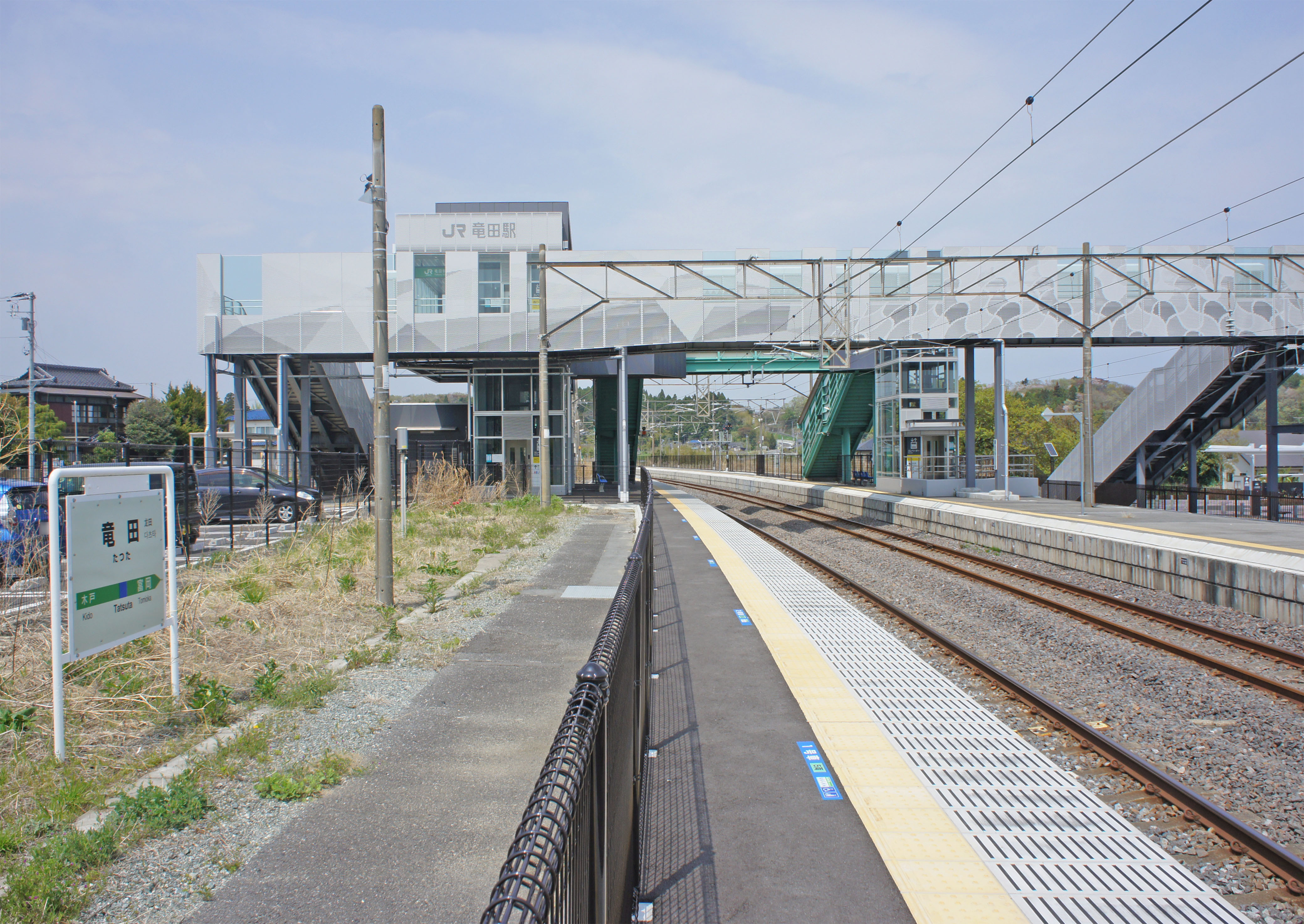
1番線ホーム（2022年4月）
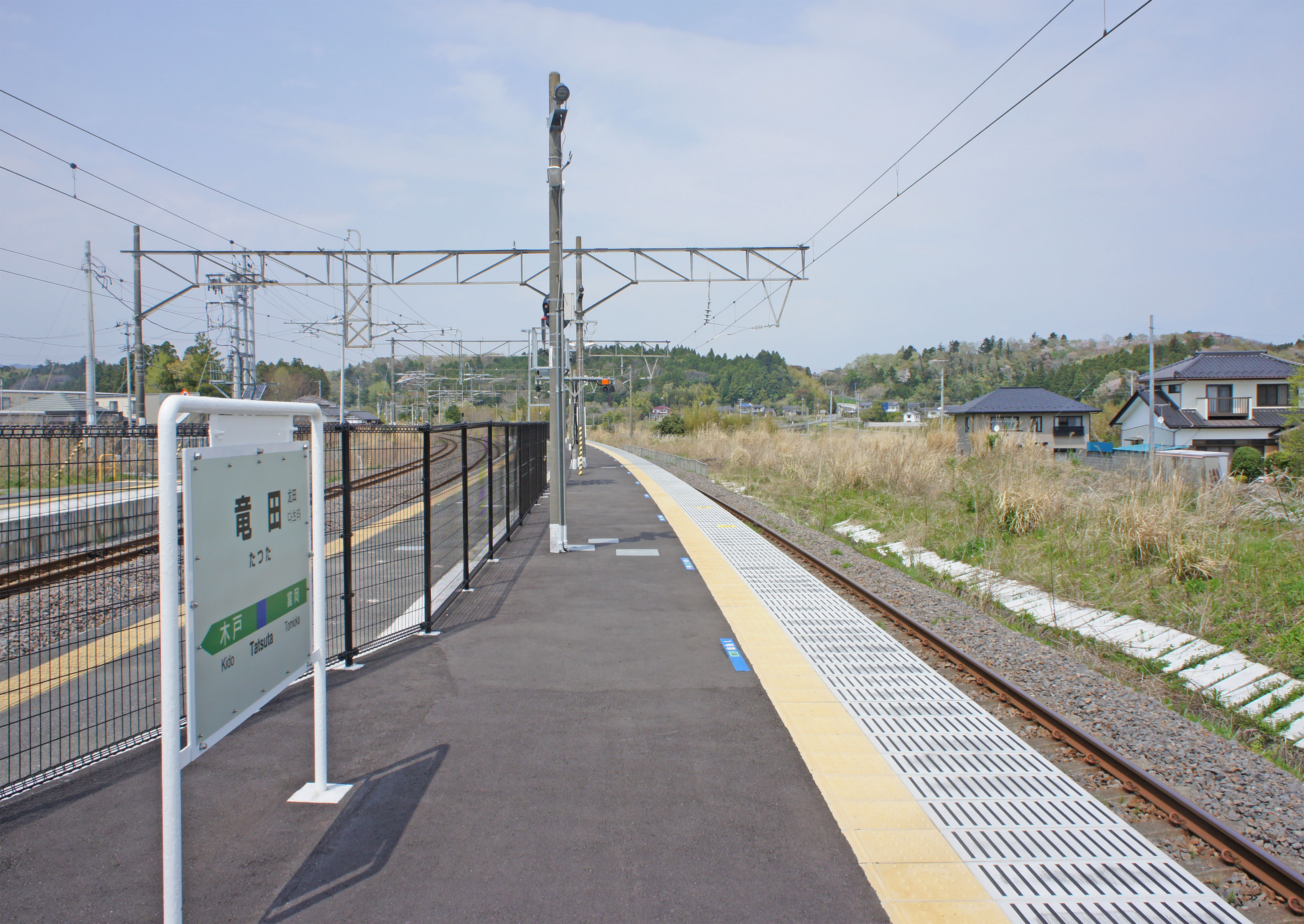
2・3番線ホーム（2022年4月）

## 利用状況
JR東日本によると、2023年度（令和5年度）の1日平均乗車人員は174人である。
2001年度（平成13年度）以降の推移は以下のとおりである。
| 1日平均乗車人員推移 | 1日平均乗車人員推移 | 1日平均乗車人員推移 | 1日平均乗車人員推移 | 1日平均乗車人員推移 |
| 年度                | 定期外              | 定期                | 合計                | 出典                |
| ------------------- | ------------------- | ------------------- | ------------------- | ------------------- |
| 2001年（平成13年）  |                     |                     | 323                 | [ 利用客数 2 ]      |
| 2002年（平成14年）  |                     |                     | 317                 | [ 利用客数 3 ]      |
| 2003年（平成15年）  |                     |                     | 326                 | [ 利用客数 4 ]      |
| 2004年（平成16年）  |                     |                     | 284                 | [ 利用客数 5 ]      |
| 2005年（平成17年）  |                     |                     | 282                 | [ 利用客数 6 ]      |
| 2006年（平成18年）  |                     |                     | 263                 | [ 利用客数 7 ]      |
| 2007年（平成19年）  |                     |                     | 281                 | [ 利用客数 8 ]      |
| 2008年（平成20年）  |                     |                     | 282                 | [ 利用客数 9 ]      |
| 2009年（平成21年）  |                     |                     | 256                 | [ 利用客数 10 ]     |
| 2010年（平成22年）  |                     |                     | 248                 | [ 利用客数 11 ]     |
| 2011年（平成23年）  | 営業休止            | 営業休止            | 営業休止            |                     |
| 2012年（平成24年）  | 営業休止            | 営業休止            | 営業休止            |                     |
| 2013年（平成25年）  | 営業休止            | 営業休止            | 営業休止            |                     |
| 2014年（平成26年）  | 18                  | 61                  | 79                  | [ 利用客数 12 ]     |
| 2015年（平成27年）  | 32                  | 85                  | 117                 | [ 利用客数 13 ]     |
| 2016年（平成28年）  | 37                  | 121                 | 159                 | [ 利用客数 14 ]     |
| 2017年（平成29年）  | 41                  | 142                 | 183                 | [ 利用客数 15 ]     |
| 2018年（平成30年）  | 44                  | 148                 | 192                 | [ 利用客数 16 ]     |
| 2019年（令和元年）  | 40                  | 142                 | 183                 | [ 利用客数 17 ]     |
| 2020年（令和02年）  | 25                  | 132                 | 158                 | [ 利用客数 18 ]     |
| 2021年（令和03年）  | 26                  | 120                 | 147                 | [ 利用客数 19 ]     |
| 2022年（令和04年）  | 30                  | 128                 | 159                 | [ 利用客数 20 ]     |
| 2023年（令和05年）  | 33                  | 141                 | 174                 | [ 利用客数 1 ]      |

## 駅周辺
当駅を含む楢葉町全域への避難指示は、2015年（平成27年）9月に解除された。
- 龍田神社
- 楢葉町立楢葉中学校
- 楢葉町役場
- 楢葉町コミュニティセンター
- 国道6号
- 笑ふるタウンならは
  - 楢葉郵便局 - 東日本大震災後に休業していたが、2015年（平成27年）10月に町役場近くの仮設店舗で営業を再開[新聞 4]。2022年（令和2年）10月17日に復興拠点「笑ふるタウンならは」敷地内の新店舗に移転[新聞 4]。

## 隣の駅
東日本旅客鉄道（JR東日本）
■常磐線
木戸駅 - 竜田駅 - *金山信号場 - 富岡駅
*打消線は廃止信号場

### 記事本文

#### 報道発表資料
1. ↑  『常磐線（広野～竜田間）の運転再開について』（PDF）（プレスリリース）東日本旅客鉄道水戸支社、2014年5月30日。オリジナルの2014年5月31日時点におけるアーカイブ。2014年6月1日閲覧。
2. ↑  『常磐線竜田駅～原ノ町駅間代行バスの運行について』（PDF）（プレスリリース）東日本旅客鉄道水戸支社、2015年1月22日。オリジナルの2015年11月21日時点におけるアーカイブ。2015年1月24日閲覧。
3. ↑  『常磐線（竜田駅～富岡駅間）運転再開時期の前倒しについて』（PDF）（プレスリリース）東日本旅客鉄道水戸支社、2017年3月10日。オリジナルの2017年3月12日時点におけるアーカイブ。2017年3月10日閲覧。
4. ↑  『常磐線竜田駅～富岡駅間の運転再開日決定について』（PDF）（プレスリリース）東日本旅客鉄道水戸支社、2017年7月19日。オリジナルの2017年8月11日時点におけるアーカイブ。2017年7月19日閲覧。
5. 1 2  『常磐線（富岡駅～浪江駅間）の運転再開について』（PDF）（プレスリリース）東日本旅客鉄道、2020年1月17日。オリジナルの2020年1月17日時点におけるアーカイブ。2020年1月17日閲覧。
6. 1 2 3  『常磐線竜田駅東西自由通路及び橋上駅舎の供用開始について』（PDF）（プレスリリース）東日本旅客鉄道水戸支社、2020年11月20日。オリジナルの2020年11月20日時点におけるアーカイブ。2020年11月20日閲覧。
7. ↑  『Suicaエリア外もチケットレスで! 東北エリアから「えきねっとQチケ」がはじまります』（PDF）（プレスリリース）東日本旅客鉄道、2024年7月11日。オリジナルの2024年7月11日時点におけるアーカイブ。2024年8月1日閲覧。

#### 新聞記事
1. ↑  「2014年春、再開に期待 常磐線・広野-竜田間」『福島民友新聞』2013年9月11日。オリジナルの2013年10月14日時点におけるアーカイブ。2020年12月2日閲覧。
2. ↑  「竜田駅橋上化の起工式」『交通新聞』交通新聞社、2019年5月30日、1面。
3. 1 2 3  「常磐線・竜田駅「自由通路」利用始まる!自転車共有事業も開始」『福島民友新聞』2020年12月1日。オリジナルの2020年12月1日時点におけるアーカイブ。2020年12月2日閲覧。
4. 1 2  「楢葉郵便局が復興拠点内に移転し開局 福島県楢葉町の笑ふるタウンならは」『福島民報』2022年10月17日。2022年10月18日閲覧。

### 利用状況
1. 1 2  “各駅の乗車人員（2023年度）”.   東日本旅客鉄道. 2024年7月21日閲覧。
2. ↑  “各駅の乗車人員（2001年度）”.   東日本旅客鉄道. 2019年3月4日閲覧。
3. ↑  “各駅の乗車人員（2002年度）”.   東日本旅客鉄道. 2019年3月4日閲覧。
4. ↑  “各駅の乗車人員（2003年度）”.   東日本旅客鉄道. 2019年3月4日閲覧。
5. ↑  “各駅の乗車人員（2004年度）”.   東日本旅客鉄道. 2019年3月4日閲覧。
6. ↑  “各駅の乗車人員（2005年度）”.   東日本旅客鉄道. 2019年3月4日閲覧。
7. ↑  “各駅の乗車人員（2006年度）”.   東日本旅客鉄道. 2019年3月4日閲覧。
8. ↑  “各駅の乗車人員（2007年度）”.   東日本旅客鉄道. 2019年3月4日閲覧。
9. ↑  “各駅の乗車人員（2008年度）”.   東日本旅客鉄道. 2019年3月4日閲覧。
10. ↑  “各駅の乗車人員（2009年度）”.   東日本旅客鉄道. 2019年3月4日閲覧。
11. ↑  “各駅の乗車人員（2010年度）”.   東日本旅客鉄道. 2019年3月4日閲覧。
12. ↑  “各駅の乗車人員（2014年度）”.   東日本旅客鉄道. 2019年3月4日閲覧。
13. ↑  “各駅の乗車人員（2015年度）”.   東日本旅客鉄道. 2019年3月4日閲覧。
14. ↑  “各駅の乗車人員（2016年度）”.   東日本旅客鉄道. 2019年3月4日閲覧。
15. ↑  “各駅の乗車人員（2017年度）”.   東日本旅客鉄道. 2018年7月6日閲覧。
16. ↑  “各駅の乗車人員（2018年度）”.   東日本旅客鉄道. 2019年7月6日閲覧。
17. ↑  “各駅の乗車人員（2019年度）”.   東日本旅客鉄道. 2020年7月12日閲覧。
18. ↑  “各駅の乗車人員（2020年度）”.   東日本旅客鉄道. 2021年7月24日閲覧。
19. ↑  “各駅の乗車人員（2021年度）”.   東日本旅客鉄道. 2022年8月7日閲覧。
20. ↑  “各駅の乗車人員（2022年度）”.   東日本旅客鉄道. 2023年7月9日閲覧。